# Хрустицкий, Владислав Владиславович

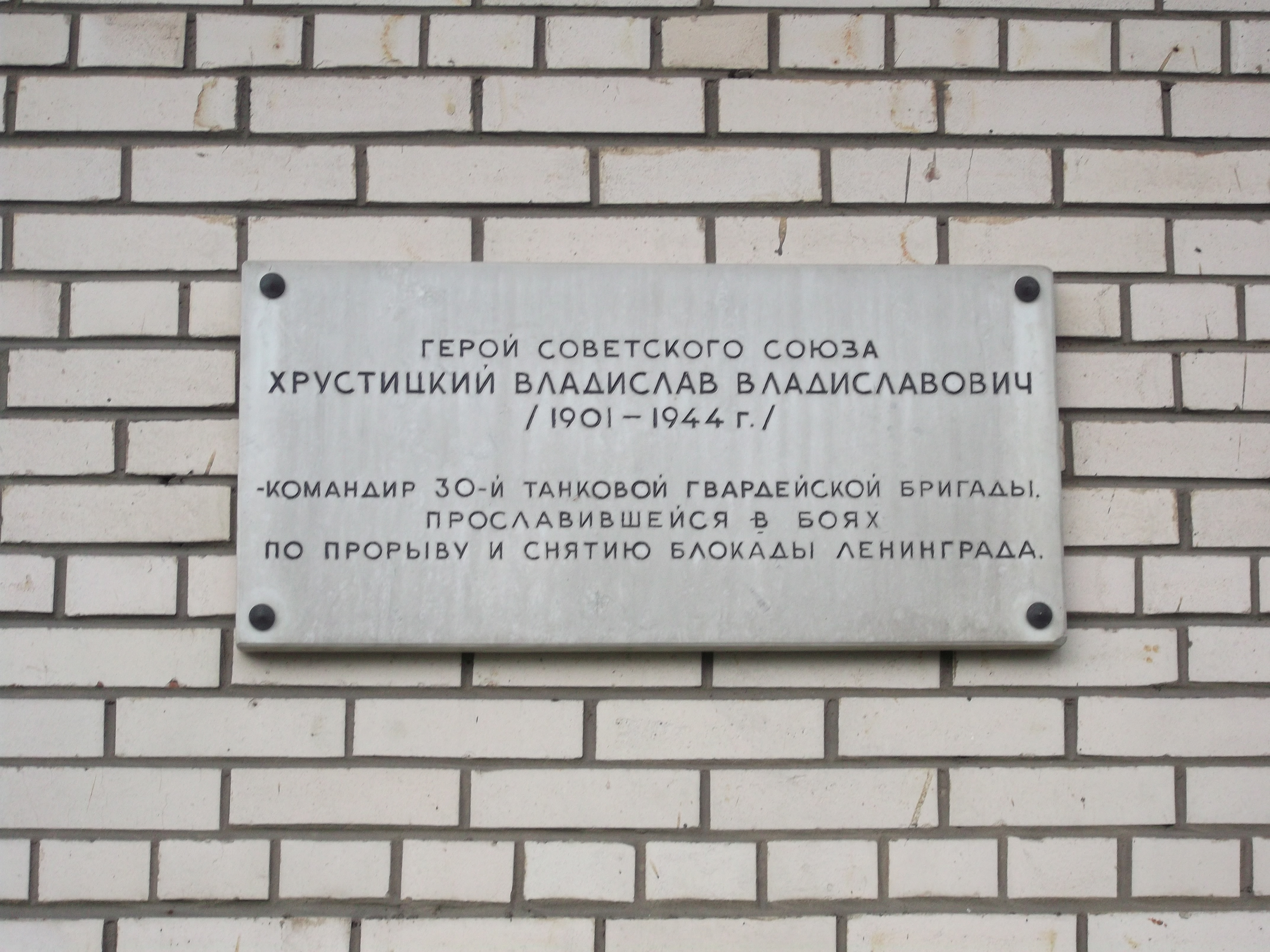
Мемориальная доска на ул. Танкиста Хрустицкого в Санкт-Петербурге

Владислав Владиславович Хрустицкий (пол. Władysław Chruścicki; 1902—1944) — советский военачальник, командир 30-й отдельной гвардейской танковой бригады Ленинградского фронта, Герой Советского Союза.

## Биография
Родился 27 октября 1902 года в селе Малая Чернявка в семье крестьянина. По национальности поляк. Окончил школу-семилетку. Работал кочегаром, помощником машиниста паровоза паровозного депо на станции Казатин.
В мае 1924 года призван в ряды Красной Армии. Окончил полковую школу в Бердичеве Житомирской области Украинской ССР и в 1938 году — автобронетанковые курсы.
В период массовых репрессий в РККА командир учебной роты 4-й танковой бригады Киевского военного округа капитан В. В. Хрустицкий в 1938 году был уволен из армии и арестован. Восстановлен в 1939 году при пересмотре части дел в отношении ряда репрессированных.
На фронтах Великой Отечественной войны с 1941 года.
Осенью 1942 года принял под командование 61-ю отдельную лёгкую танковую бригаду. Под его командованием бригада отличилась в операции «Искра», в ходе которой поддерживала наступление дивизий первого эшелона ударной группировки 67-й армии. За мужество и героизм, проявленный личным составом, бригада была преобразована в 30-ю гвардейскую танковую.
К моменту начала Красносельско-Ропшинской операции 30-я гвардейская танковая бригада находилась во фронтовом резерве, но уже 25 января была передана на усиление 2-й ударной армии. Командующий армией И. И. Федюнинский поставил перед бригадой задачу, сосредоточившись у села Русско-Высоцкое, нанести удар в направлении Большие Губаницы — Волосово, перерезать шоссейную и железную дорогу и, таким образом, отрезать пути отступления немецкой группировки из района Гатчины к Кингисеппу.
Не встретив сильного сопротивления, 26 января основные силы бригады, пройдя село Губаницы, устремились на Волосово. Однако в этом районе противник сосредоточил значительные силы и намеревался удержать любой ценой дорогу, проходившую через Губаницы, по которой отступали немецкие части от Гатчины. Специально пропустив вперёд передовые батальоны, немцы нанесли внезапный удар по флангам наступающей бригады и одновременно перешли в контратаку из Волосова. Завязался ожесточенный бой. Часть сил бригады вела бой за Губаницы, другая — отбивалась от контратак противника. В бою за село Большие Губаницы Владислав Хрустицкий погиб.

Комбриг радировал своим экипажам «Стоять насмерть!», а затем: «Делай, как я»… Первым рванулся на вражеские батареи сам Хрустицкий. Он давил орудия вместе с расчётами… На танке комбрига отказал повреждённый снарядом двигатель. Ещё удар по броне — машина загорелась. А потом в танке стали рваться боеприпасы. Комбриг погиб в пламени.— Из воспоминаний начальника политотдела 30-й гвардейской танковой бригады Ф. К. Румянцева

…Вспоминаю еще один эпизод времен войны. Одному генералу, командовавшему корпусом на ленинградском фронте, сказали: «Генерал, нельзя атаковать эту высоту, мы лишь потеряем множество людей и не добьемся успеха». Он отвечал: «Подумаешь, люди! Люди — это пыль, вперед!» Этот генерал прожил долгую жизнь и умер в своей постели. Вспоминается судьба другого офицера, полковника, воевавшего рядом с ним. Полковник командовал танковой бригадой и славился тем, что сам шел в атаку впереди всех. Однажды в бою под станцией Волосово связь с ним была потеряна. Его танк искали много часов и наконец нашли — рыжий, обгоревший. Когда с трудом открыли верхний люк, в нос ударил густой запах жареного мяса.
Не символична ли судьба двух этих полководцев? Не олицетворяют ли они извечную борьбу добра и зла, совести и бессовестности, человеколюбия и бесчеловечности? В конце концов добро победило, война закончилась, но какой ценой? Время уравняло двух этих полководцев: в Санкт-Петербурге есть улица генерала и рядом с ней — улица полковника-танкиста.
— Из книги Н. Н. Никулина «Воспоминания о войне» 
Несмотря на гибель комбрига и значительные потери, утром 27 января 30-я гвардейская бригада решительной атакой с нескольких сторон освободила посёлок Волосово.
Указом Президиума Верховного Совета СССР «О присвоении звания Героя Советского Союза офицерскому, сержантскому и рядовому составу Красной Армии» от 21 февраля 1944 года за «образцовое выполнение боевых заданий командования на фронте борьбы с немецкими захватчиками и проявленные при этом отвагу и геройство» удостоен посмертно звания Героя Советского Союза.

## Память
- Его имя носят улицы в Санкт-Петербурге и в городе Волосово, при освобождении которого он погиб.
- В советское время Пионерская дружина средней школы № 32 Ленинграда носила имя героя.

## Награды
- Герой Советского Союза (21.02.1944, медаль «Золотая Звезда», посмертно);
- орден Ленина (21.02.1944, посмертно);
- орден Красного Знамени (10.02.1943)[5];
- медаль «За оборону Ленинграда» (01.06.1943)[6].

## Воинские звания
- капитан (17.04.1938);
- майор (1941);
- подполковник (21.07.1942);
- полковник (20.01.1943)[7].